# 제이 가일스 밴드

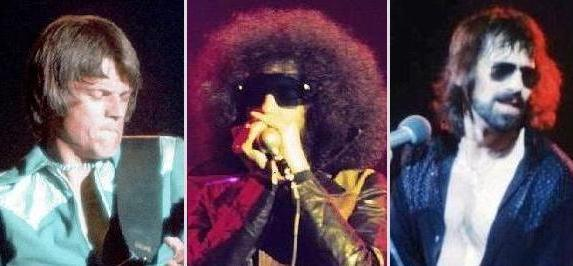
가일스 밴드

제이 가일스 밴드(The J. Geils Band)는 미국의 록 밴드이며, 1967년 제이 가일스 블루스 밴드라는 명칭으로 결성되었다.

## 약력
초기에는 블루스 음악을 중심으로 하였다. 1971년 내놓은 1집 《J. Geils Band》는 롤링 스톤 지가 선정한 올해의 신인음반으로 꼽았을 정도로 흥행했고, 2, 3집 등을 흥행시켰다. 1981년 앨범 《Freeze-Frame》이 흥행하였는데, 이의 수록곡 《Centerfold》이 전세계적인 인기를 끌었다.
2017년 4월 11일, 제이 가일스 밴드의 리더인 제이 가일스가 자택에서 숨진 채 발견되었다.

## Centerfold 표절 논란
제이 가일스 밴드가 1981년 'Centerfold'를 발표하며 빌보드 핫 100 1위를 기록하였는데, 'Centerfold'의 전주와 클라이맥스 부분이 5년 먼저 발표된 송대관의 '해뜰날'과 놀라울 정도로 비슷하여 국내에서 논란이 되기도 했다. 이와 관련하여 송대관은 "당시에는 표절 판정을 어떻게 받아야 할지 몰라서 그냥 웃고 넘어갔다"고 입장을 밝힌 바 있다.
그러나'해뜰날' 역시 영국의 록 그룹 에머슨, 레이크 & 파머의 1972년 발표곡 'The Sheriff'를 표절했다는 의혹이 있다.